# 东莞县博物馆旧址
东莞县博物馆旧址，位于中国广东省东莞市东莞市人民公园，为东莞市的一个市、县级文物保护单位，类型为近现代重要史迹及代表性建筑，公布时间为1989年5月31日。
东莞县博物馆旧址的历史年代为民国。